# 인어 공주 3
《인어공주 3》(The Little Mermaid: Ariel's Beginning)는 미국에서 제작된 페기 홈즈 감독의 2008년 애니메이션, 가족, 판타지 영화이다. 조디 벤슨 등이 주연으로 출연하였고 켄드라 홀랜드 등이 제작에 참여하였다.

## 줄거리
영화는 오리지널 '인어공주' 사건 이전의 이야기를 다룬다. 바닷속 왕국 아틀란티카는 트라이튼 왕과 아테나 여왕이 통치하며 음악과 웃음이 가득한 곳이었다. 어느 날, 해적선이 나타나 아테나 여왕이 목숨을 잃게 되자, 트라이튼 왕은 깊은 슬픔에 잠겨 왕국에서 음악을 영원히 금지시킨다.
10년 후, 트라이튼 왕의 막내딸 아리엘은 엄격한 생활에 불만을 느끼고, 우연히 지하 음악 클럽을 발견한다. 그곳에서 세바스찬이 연주하는 음악에 매료된 아리엘은 클럽의 일원이 되어 어머니와의 추억을 되살린다. 하지만 궁정 집사인 마리나가 이를 트라이튼 왕에게 알리면서 아리엘과 클럽 멤버들은 감옥에 갇힌다.
음악 없이 살 수 없던 아리엘은 친구들을 탈출시키고, 세바스찬은 그녀를 어머니의 뮤직박스가 있는 곳으로 데려간다. 아리엘은 아버지의 행복을 되찾아주기 위해 뮤직박스를 들고 돌아가려 하지만, 권력을 탐하는 마리나의 방해를 받는다. 마리나의 공격으로부터 세바스찬을 보호하려던 아리엘은 위험에 처하지만, 트라이튼 왕은 딸을 구하며 자신의 잘못을 깨닫고 음악을 다시 허락한다. 결국 아틀란티카는 다시 음악과 기쁨으로 가득 차게 되고, 마리나는 감옥에 갇힌다. 세바스찬은 왕의 오른팔이자 궁정 작곡가로 복귀하고, 아리엘은 아버지와 함께 춤을 추며 영화는 막을 내린다.

## 성우진
| 배역           | 여어 성우                                | 한국어 성우         |
| -------------- | ---------------------------------------- | ------------------- |
| 에리얼         | 조디 벤슨                                | 김서영 양꽃님(노래) |
| 세바스찬       | 새뮤얼 E. 라이트                         | 이봉준 송용태       |
| 트라이튼 왕    | 짐 커밍스                                | 장승길              |
| 마리나 델 레이 | 샐리 필드                                | 문희경              |
| 플라운더       | 파커 고리스                              | 박건태              |
| 아티나         | 카리 월그런                              | 이연희              |
| 알라나         | 제니퍼 헤일                              | 은영선              |
| 아델라         | 타라 스트롱                              | 소연                |
| 아쿠아타       | 그레이 딜라일                            | 이현주              |
| 아리스타       | 그레이 딜라일                            | 은미                |
| 안드리나       | 타라 스트롱                              | 조진숙              |
| 벤저민         | 제프 베넷                                | 서문석              |
| 아테나 왕비    | 로렐라이 힐 버터스 앤드리아 로빈슨(노래) | 이연희 방주란(노래) |
| 칙스           | 케빈 마이클 리처드슨                     | 조동희 김재우       |
| 잉크스팟       | 롭 폴슨                                  | 전광주 박상준(노래) |
| 레이레이       | 케빈 마이클 리처드슨                     | 시영준 이재호(노래) |
| 셸보           | 짐 커밍스                                | 이장원 윤덕현(노래) |
| 스위프티       | 롭 폴슨                                  | 안용욱              |